# (189347) Qian
(189347) Qian est un astéroïde de la ceinture principale.

## Description
(189347) Qian est un astéroïde de la ceinture principale. Il fut découvert le 28 janvier 2008 à l'observatoire de Lulin par Ye Quan-Zhi. Il présente une orbite caractérisée par un demi-grand axe de 3,00 UA, une excentricité de 0,09 et une inclinaison de 9,2° par rapport à l'écliptique.

## Compléments